# Фабрика генерала фон-Менгдена
Фабрика генерала фон-Менгдена (Менгденская фабрика) (XIX в.) — льноткацкая фабрика столового белья, принадлежавшая генералу Михаилу Александровичу фон-Менгдену (1781—1855), одна из первых фабрик в Вичугском крае. Знаменита качеством своих изделий и считалась в России образцовой.
Фабрика была основана в 1800-е годы, находилась она в родовом имении фон-Менгденов в сельце Никольском Костромской губернии (ныне д. Сошники Вичугского района Ивановской области). До 1861 года на ней работали, преимущественно, крепостные владельцев имения. Более 30 лет (с 1830 по 1864 гг.) фабрикой управляла супруга генерала, баронесса Амалия Георгиевна фон-Менгден (1799—1864); после её смерти предприятие было закрыто. На фабрике выпускались высококачественные льняные камчатные изделия (узорчатые салфетки, скатерти и полотенца), которые получили ряд наград на выставках, а реализовывались, преимущественно, в столицах (Москве и Петербурге) и шли на экспорт в Европу.
Фабрика также отличалась тем, что на ней никогда не было мастеров со стороны, ни из русских, ни из иностранцев; все искусные ткачи были самородками из местных крепостных, став мастерами высокого класса на самой фабрике (известно, что один из менгденовских ткачей получил в 1853 году на Московской мануфактурной выставке похвальный лист).

## Фабрика при княжне Козловской (до 1827)
Основана фабрика в самом начале XIX века, когда имением Никольским владели барон А. П. фон-Менгден и его супруга, княжна Ф. Н. Козловская. Вырабатывала фабрика первоначально только салфетки, без машин, из домашней пряжи и более для собственного употребления. Остававшийся товар продавался затем без всякой отделки гуртом в Москве. В 1827 году, после смерти княжны Козловской, матери генерала фон-Менгдена, фабрика была остановлена.

## Фабрика прибаронессе Фон-Менгден(1830—1864)
Вновь открыта фабрика была уже в 1830 году, когда за дело взялась жена генерала фон-Менгдена, 30-летняя баронесса Амалия. Она управляла фабрикой более 30 лет и превратила её в знаменитое и известное всей России предприятие, благодаря превосходному качеству её изделий.
Высокий сорт пряжи, употребляемый в изделиях, отличный выбор узоров и превосходная окончательная отделка товара в скором времени обратили внимание купцов на произведения фабрики. Товар лучших сортов выделывался весь по заказам петербургских и московских купцов. Кроме того, ещё в 1832 году был заключен договор с голландской фирмой Смит-Энгберт и Ко на поставку товара в Европу (в 1834 году в Риге было открыто складское депо).
Контроль за качеством изделий на фабрике был столь высоким, что «приобретено такое доверие, что одобренный на фабрике кусок, купцом уже не рассматривается». «Ни одна скатерть, ни одна салфетка не сдавалась с фабрики, предварительно не пройдя через руки баронессы».
В 1843 году на фабрике работало только ткачей 40 человек (из них 36 — крепостные хозяев), в 1857 году — ткачей 27, а всего рабочих — 51 человек.
В 1843 году была создана комиссия для исследования состояния льняной промышленности в России. Вот её мнение о фабрике: «Фабрика г. фон Менгдена, без сомнения может считаться образцовым у нас заведением; на ней выделывается камчатный товар высшего достоинства, на манер голландского, и пользуется заслуженным доверием в Москве, Петербурге и Риге. Заведение это тем любопытнее, что на нем выделывается с выгодою, товар такого рода, который другими фабрикантами, по их уверению, обрабатывается без прибыли. Это конечно должно приписать благоразумному, просвещенному и постоянному в течение 16 лет управлению владетельницы сего заведения» (см. «Исследования о состоянии льняной промышленности в России» СПб, 1847)

### Награды
- 1835 — малая золотая медаль на Второй Московской выставке российских мануфактурных произведений.
- 1839 — большая серебряная медаль на Выставке российских мануфактурных изделий в Санкт-Петербурге.
- 1843 — малая золотая медаль на Третьей Московской выставке российских мануфактурных произведений.
- 1849 — большая золотая медаль в г. Кинешме.
- 1851 — похвальный отзыв от Королевской Комиссии на Первой всемирной выставке в Лондоне.

## Дальнейшая судьба фабрики
После смерти баронессы фон-Менгден в 1864 году фабрика была закрыта.
В 1881 году старое предприятие покупает вичугский фабрикант Николай Викторович Коновалов и создает на его базе ткацкую и красильную фабрику с числом занятых в 180 рабочих.
В 1893 году фабрика была продана другому вичугскому фабриканту, Петру Галактионовичу Миндовскому, и включена в состав «Товарищества мануфактур П. Миндовского и И. Бакакина». В 1913 году на ней было занято 390 рабочих.
В 1918 году фабрика была законсервирована. В 1928 году присоединена к «Шаговской объединенной мануфактуре» в качестве пятой ткацкой. В 1934 году фабрика была ликвидирована. В 2009 году происходила разборка старого кирпичного корпуса фабрики.